# Симулякр
Симуля́кр (від лат. simulacrum — подоба, копія) — ключовий термін постмодерністської філософії, який означає зображення, копію того, чого насправді не існує. Сьогодні це поняття розуміють як культурне або політичне утворення, що копіює форму вихідного зразка. Симулякр може стосуватися яких завгодно речей і смислів.

## Історія

### Походження
Поняття «симулякр» вперше застосував Платон. Для нього це — копія копій, що спотворює свій прототип. Симулякр не має онтологічного статусу, а тому його засуджують як підробку. Симуляція уявлялась Платоном як безперервний процес, де кожен симулякр породжує групу нових.

### Постмодерністська інтерпретація
Термін «симулякр», яким раніше позначали просто копію, запровадив у філософії постмодернізму Жан Бодрійяр. Дослідник описує це явище, як «дійсність, яка приховує той факт, що її немає». Раніше (починаючи з латинських перекладів Платона) воно означало просто зображення, картинку, репрезентацію. Наприклад, фотографія — симулякр тієї реальності, що на ній зображена. Не обов'язково точне зображення, як на світлині: картини, малюнки на піску, переказ реальної історії своїми словами — усе це симулякри.
Платон бачить дві стадії відображення: правдиве відображення й навмисно спотворене. Бодріяр виділяє п'ять:
1. Просте відображення дійсності.
2. Спотворення дійсності.
3. Маскування відсутності дійсності.
4. Удавана дійсність.
5. Симулякр, який узагалі не стосується дійсності та зациклений на собі.

Як пише Володимир Ковчак: «Симулякр — знак, що набув свого власного буття, а тому сутнісно перестав бути знаком. Він призводить до реконструкції суб'єкта у просторі соціальних комунікацій: суб'єкт зливається із симулякром, згортається у свій власний симулякр і (хоча матеріально є в координатах дійсності) не є активно присутнім у дійсності, а свою активність витрачає на симуляцію активності».